# ベビンカ

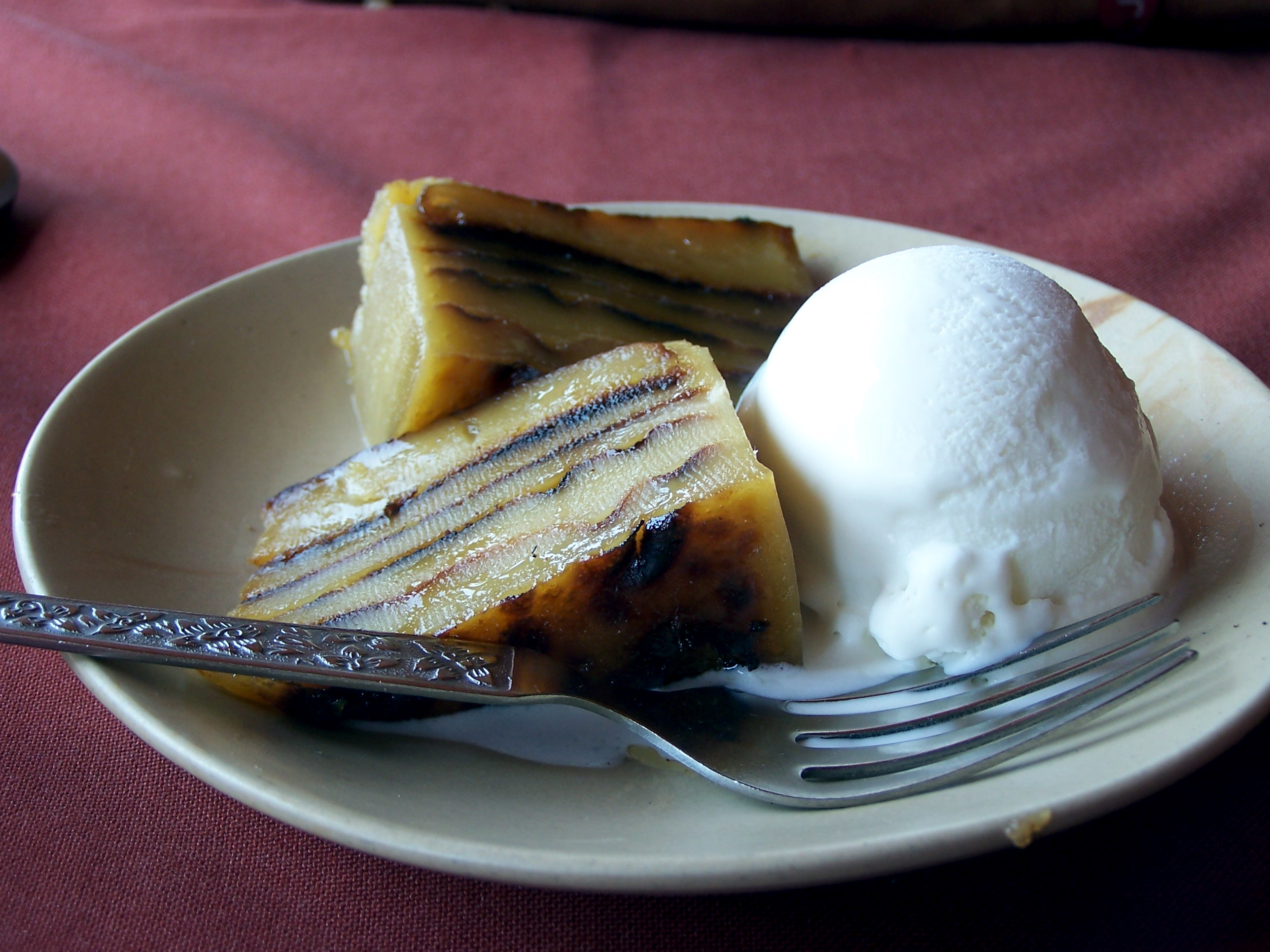
アイスクリームを添えたベビンカ

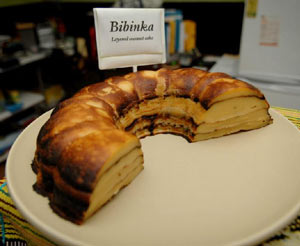
東ティモールのビビンカ（ベビンカ）

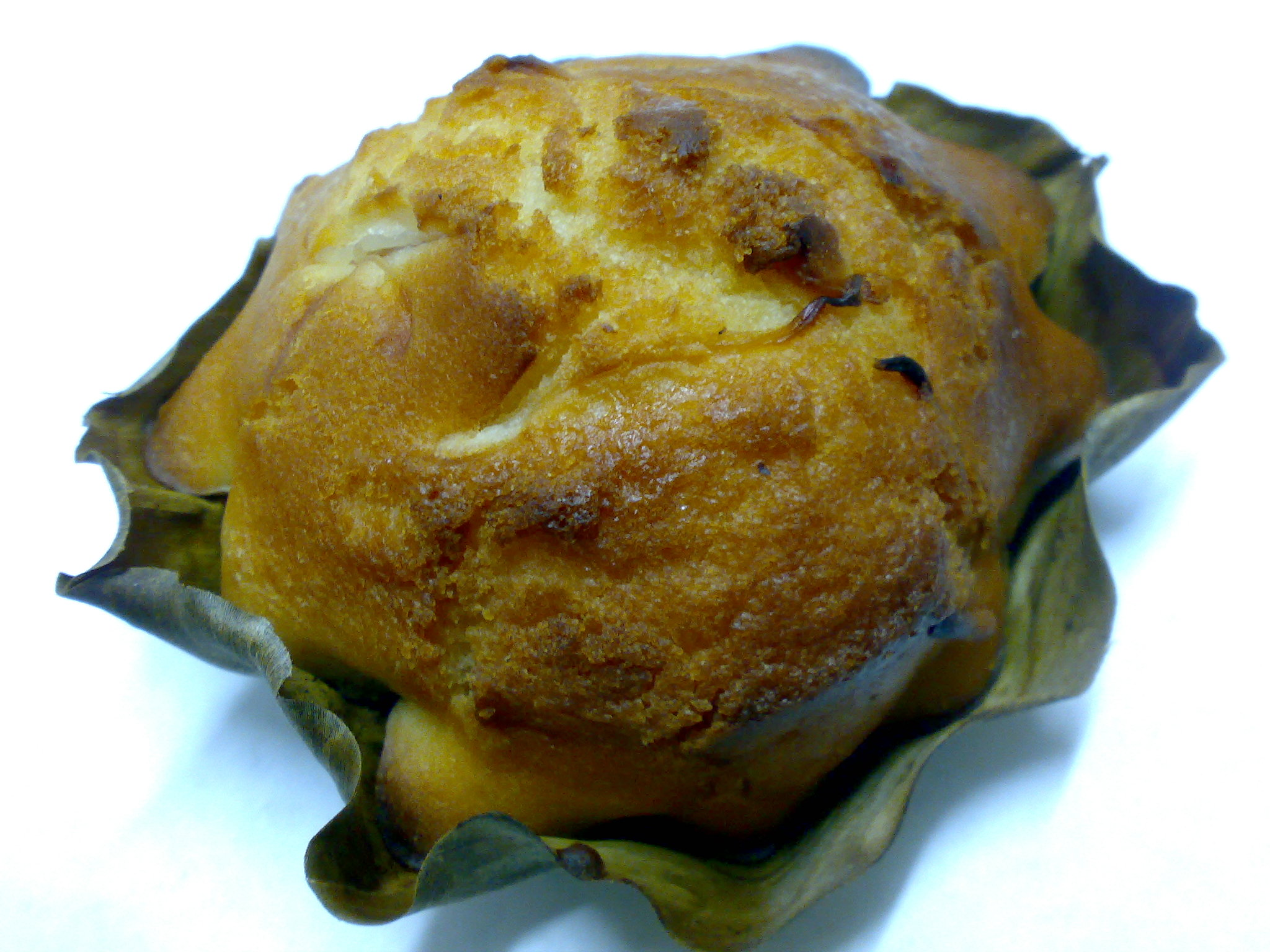
フィリピンで市販されているバナナの葉に包まれたビビンカ

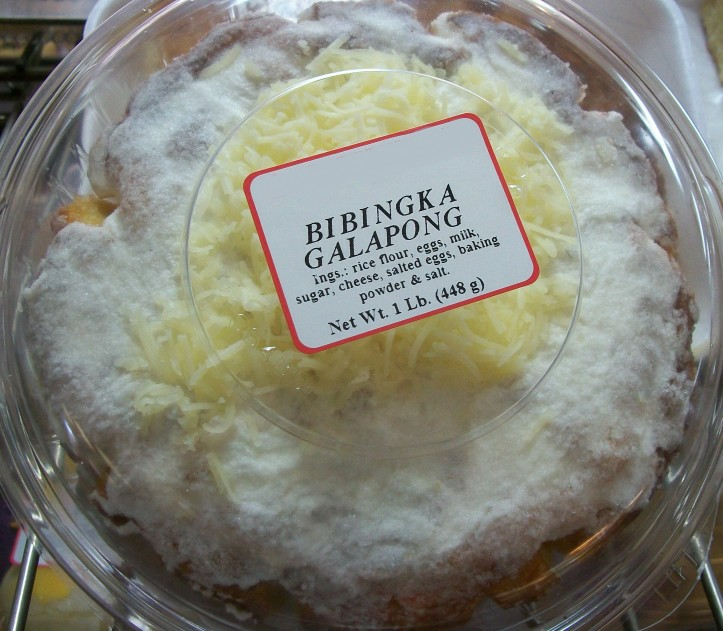
もち米粉のビビンカ

ベビンカ（Bebinca）はカスタードプディングまたはケーキの一種で、インドのゴア州の伝統的なデザートである。ゴアのカトリック信徒の家庭では、クリスマスを祝って食べられる。人気のあるゴア料理の一つで、ポルトガルやモザンビークのゴア料理店でも食べることができる。
マカオや東ティモールでも作られる。
フィリピンにもビビンカ(Bibingka)というケーキがあるが、ベビンカよりも相対的に穀粉の量が多く、卵の量が少ないため、プリン風ではない。
ベビンカ は、マカオによって台風のアジア名の1つとして採用された。

## ベビンカの製法
ゴアのベビンカは小麦粉、砂糖、卵黄、カルダモン、ギーとココナッツミルクから作られる。
特別な土製オーブンで、熱い炭の層を上に乗せて焼く。型にベビンカ生地を薄く流し入れ、火が通ったらその上に生地を流し入れてまた焼くことを繰り返して層を作っていく。ゴアでは必ず層状に焼かれなければならず、伝統的には16層である。
マカオのベビンカには米粉が用いられ、層状には焼かない。また、マカオにはベビンカ・デ・レイテ（Bebinca de leite）という、牛乳とココナッツミルクを両方用い、米粉の代わりにコーンスターチを用いたベビンカがある。ゴア以外では、ギーをバターで代用し、ナツメグで香りをつける。東ティモールではビビンカ（bibinka）と呼ばれる。

## フィリピンのビビンカ
フィリピンのビビンカは、バナナの葉を敷いたケーキ型にビビンカ生地を流しこんでオーブンで焼いて作る。生地にはバニラやアニスで香りをつける。焼き上がる少し前に、おろしたチェダーチーズをふりかけて仕上げることがある。食べる直前にバターかマーガリンを塗り、砂糖とすりおろしたココナッツを振りかけて供する。
フィリピンのビビンカには次のようなものがある。
- ビビンカン・エスペシアル（Bibingkang especial）：小麦粉のビビンカ
- ビビンカン・ガラポン（Bibingkang galapong）：もち米粉のビビンカ
- ビビンカン・カモテン＝カホイ（Bibingkang kamoteng-kahoy）：キャッサバのビビンカ
- ビビンカン・マラグキット（Bibinkang Malagkit）またはビビンカン・カニン（Bibinkang kanin）[7]：もち米のビビンカ
- ビビンカン・ピニピグ（Bibinkang pinipig）ピニピグ（タガログ語版）（未熟な米を搗いてつくる米粉）のビビンカ

### 最長のビビンカ
2007年10月9日、フィリピンのイロコス・ノルテ州ディングラス（Dingras）で、1000kgものキャッサバを使って長さ1kmにも及ぶビビンカを作り、1000人で食した。この記録は、ギネス・ワールド・レコーズの世界記録に認定された。